# Hammerfist
Hammerfist is een singleplayer computerspel van het type beat 'em up dat werd ontwikkel door Vivid Software. Het spel kwam in 1990 uit voor de homecomputers Commodore Amiga, Atari ST, Commodore 64, Amstrad CPC en ZX Spectrum. Er werd ook een versie gemaakt voor de Konix Multisystem, maar omdat deze computer niet uitkwam, kwam dit spel ook nooit uit voor dit platform.
Het spel speelt zich af in 2215 waarbij de wereld wordt bestuurd door een corporatie genaamd Centro-Holographix. Hierbij worden lastige mensen gevangengenomen en vervangen door hun holografische versies die hun wil uitvoeren. Bij twee mensen agenten , genaamd Hammerfist en Metalisis, ging dit mis. De speler bestuurt deze Hammerfirst (man) en Maalisis (vrouw) en kan op elk gewenst moment in een van de twee veranderen. Het spel omvat verschillende kamers. De speler kan power-ups bemachtigen door tegenstanders te verslaan en computers te vernietigen.
Hammerfist was het eerste spel van  Vivid Image, een bedrijf opgericht door Mev Dinc, Hugh Riley en John Twiddy. De drie van hen werkte eerder samen voor System 3. Nadat zij Last Ninja 2 in 1988 klaar hadden besloten ze hun eigen bedrijf op te zetten.

## Platforms
| Platform     | Jaar |
| ------------ | ---- |
| Amiga        | 1990 |
| Amstrad CPC  | 1990 |
| Atari ST     | 1990 |
| Commodore 64 | 1990 |
| ZX Spectrum  | 1990 |

## Ontvangst
| Beoordeeld door | Platform     | Datum          | Score |
| --------------- | ------------ | -------------- | ----- |
| Crash!          | ZX Spectrum  | april 1990     | 95%   |
| Zzap!           | Amiga        | mei 1990       | 90%   |
| Amiga Format    | Amiga        | juli 1990      | 89%   |
| CU Amiga        | Amiga        | april 1990     | 88%   |
| Amiga Joker     | Amiga        | september 1990 | 73%   |
| Power Play      | Commodore 64 | juli 1990      | 72%   |
| Amiga Power     | Amiga        | mei 1991       | 50%   |